# Senyoria de Gex
El país de Gex fou una jurisdicció feudal del regne de Borgonya Transjurana i després del Sacre Imperi Romanogermànic. Era anomenat comtat d'Equestres i depenia de l'arquebisbe de Besançon. El comtat d'Equestres, també comtat de Nyon (Neodunum) estava situar a Vaud; segons Gingins-la-Sarra formava part del comtat de Ginebra el qual s'hauria dividit a finals del segle ix a la mort del comte Manassès I en el comtat de Ginebra propi (comitatus Genenensis) i el comtat d'Equestria (comté des Equestres, comitatus Equestricus) situat a la riba nord del Roine del que formava part el territori que després fou la senyoria de Gex; el territori hauria ocupat la part sud del riu Aubonne, a l'oest del llac de Ginebra, el país de Vaud i (a la part oriental de la segona cadena de les muntanyes Jura) el país de Seoding a la diòcesi de Besançon, i el comtat de Nantua (comitatus Varesinus, centrat en el castell de Varey) a la diòcesi de Lió, que després fou el diaconat d'Ultra Roine (decanatus Ultra Rhodani), rebatejat finalment diaconat d'Aubonne o Gex.
La senyoria va viure un temps amb relativa independència; el 1032 els Zahringen van dominar la regió i el 1137 apareix un agent fiscal a Gex, Hug, testimoniant a favor del comte de Ginebra, i sembla que entre 1124 i 1137 el comte s'havia apoderat del castell de Gex, expulsant al senyor local i establint-hi un veguer (vice dominus) però de la pròpia família.
Al segle xii la regió es va poblar per influència de les abadies cistercenques: Bonmont el 1123 (al cantó de Vaud) i Chézery el 1140; els monjos van posar en funcionament un sistema d'explotació comunitari de la muntanya. Amadeu, un cadet de la família dels comtes de Ginebra, es va apoderar llavors de les terres a la riba dreta del Léman i va erigir una baronia independent anomenada de Gex que al segle xiii s'estenia del port de Bargen a l'Aar (cantó de Berna) a Châtillon en Michaille, incloent una quinzena de castells: Gex, Divonne, La Bâtie, Horimont (Gex), Flies, Pouilly, St Jean de Gonville, Pougny, Ecorans, Pierre, la Cluse de Gex (Collonges), repartit per la frontera i les rutes al peu del Jura.
A la mort d'Amadeu II de Gex, l'herència va recaure en la seva filla Lleoneta i es va casar amb Simó de Joinville, cunyat de Pere de Savoia. A la mort d'aquest, del qual la filla Beatriu de Faucigny s'havia casat amb Guigó delfí del Vienès, els Joinville es van trobar en una situació complicada; quan finalment es van decantar pel delfi, Amadeu de Savoia va conquerir la senyoria el 1355.
Durant més d'un segle es va garantir la pau. Al segle xv la influència de Ginebra va començar a créixer i això va provocar tensions entre la ciutat i el ducat de Savoia; el 1536 els bernesos, vinguts en ajut de Ginebra, van envair Gex. El 30 de gener de 1536 el cap dels bernesos, Hans Franz Naegeli atacava Divonne i Gex. Diversos castells (Gex, Grilly, Allemogne) i la fortalesa de Fernex (que pertanyia a Sebastià de Montfalcon bisbe de Lausana) foren cremats. Espantats els habitants del país van oferir poca resistència i Berna va aconseguir ràpidament el control, i va nomenar un batlle per administrar el país de Gex, amb mandat de sis anys i responsable davant el gran consell de Berna. Sis batlles es van succeir de 1536 a 1567, tots membres de les famílies aristocràtiques de Berna; van mantenir les estructures judicials i administratives i van confirmar en els seus drets als senyors locals i en els drets adquirits per les comunitats; només la senyoria de Fernex, eclesiàstica, fou venuda a Hug, bastard de la casa de Gingins. Els bernesos van imposar a al regió la reforma religiosa a la tardor; dos edictes de reforma i un sínode el 13 de maig de 1537, van crear 13 parròquies servides per 14 ministres i un diaca; els béns de l'església foren secularitzats per l'estat de Berna que des de 1542 els va vendre en majoria a nobles locals. En aquest temps Gex tenia uns deu mil habitants, probablement més (2233 focs a un pro-mig d'entre 5 i 8 persones per foc); la vila de Gex tenia 700 habitants i la resta uns 200 cadascuna.
El duc de Savoia va iniciar la guerra contra Ginebra el 1585; en la guerra el país de Gex fou teatre dels combats i ocupat i recuperat per les parts diverses vegades fins que els ginebrencs es van imposar i van mantenir el país fins al tractat de Lió de 17 de gener de 1601 que va consagrar la derrota savoiana però va entregar el país de Gex a França.